# 지노 시거스
지노 시거스(Geno Segers, 1976년 11월 28일 ~ )는 미국의 배우이다.